# Kvantování (signál)

Kvantovaný signál

Digitální signál

Kvantování je diskretizace oboru hodnot signálu. Je to obecně proces ztrátový a nevratný.

Tento proces můžeme popsat kvantizační funkcí: {\displaystyle Q:\mathbb {R} \longrightarrow L}, kde
{\displaystyle L=\{0,1,...,k\}\,}
{\displaystyle k} může být jakékoliv přirozené číslo, ale většinou se setkáváme s hodnotou 255.
Otázkou tedy je, jak nastavit kvantizační hladiny. Toto nastavení je většinou závislé na citlivosti snímacího zařízení (ve fotografii třeba snímací senzor CCD). Podle něho nastavíme dolní a horní práh a pak rozdělíme hodnoty mezi nimi.
- Lineární (ekvidistantní) – kvantizační hladiny jsou od sebe stejně vzdálené, většinou se používá tento způsob
- Nelineární – úrovně kvantizačních hladin jsou přizpůsobené určitému účelu – tedy pokud nás zajímá určitá oblast intenzit. Používají se třeba logaritmické nebo exponenciální rozdělení.
- Další možnost je třeba taková, aby každá barva byla zastoupena na obrázku stejným počtem pixelů

## Kvantizační šum
Pokud kvantování není dostatečně jemné, vznikají falešné kvantizační hrany (false contour effect). Kvantizační šum je dobře vidět třeba na fotografiích oblohy, kde místo jemných přechodů z jednoho do druhého odstínu modré, vidíme spíše skokovité přechody vypadající jako velké mapy. Proto se někdy přidává aditivní šum, který tento nepříjemný efekt rozmaže (pokud ovšem není možné zvýšit počet prahů). Kvantizační šum je typický i pro veškeré digitální záznamy a přenosy zvuku.

## Diskretizace a lidský zrak
Experimentálně byly zjištěny tyto charakteristiky zdravého lidského oka:
- prostorová rozlišovací schopnost – 0,1 mm ze vzdálenosti 25 cm
- rozlišení šedi (odděleně) – 40 úrovní
- rozlišení šedi (porovnání vedle sebe) – 100 úrovní

Dále bylo vypozorováno, že standardní obrázek velikosti 512 × 512 pixelů se 128 stupni šedi zobrazovaný na plochu 5 × 5 cm pozorovaný ze vzdálenosti 25 cm se jeví jako spojitý.

## Kvantování vs. vzorkování
Pokud bychom měli nedostatek datového prostoru, a chtěli bychom ho ušetřit, ale přitom nepřijít o dobře vypadající fotografie, potom:
- obrázek s věrnými detaily – potřeba jemného vzorkování, stačí nám jen „hrubé“ kvantování
- obrázek s věrnými barvami – potřeba jemného kvantovaní, stačí nám „hrubé“ vzorkování